# فلورنسا فريمان
فلورنسا فريمان (بالإنجليزية: Florence Freeman) هي نحّاتة أمريكية، ولدت في 1836 في بوسطن في الولايات المتحدة، وتوفيت في 1876.